# Блюм, Иоганна
Иоганна Блюм (нем. Johanna Blum; 1 января 1920, Больцано — 8 ноября 2005, там же) — итальянская органистка, хормейстер и музыкальный педагог.
В детстве делила свои пристрастия между музыкой и спортом, в 1937 г. стала чемпионкой Италии по прыжкам в воду. В дальнейшем сосредоточилась на занятиях музыкой. Училась в Клагенфурте и Граце. Принадлежа к немецкому населению Южного Тироля, находилась под германской юрисдикцией и в 1944 г. была направлена в город Бриксен для создания в нём музыкальной школы. С окончанием Второй мировой войны, после подтверждения принадлежности Южного Тироля Италии, была уволена и на протяжении многих лет давала частные уроки музыки, организовала частную школу пения в Больцано. С 1951 г. преподавала в учительском институте и возглавляла институтский любительский хор, дважды выигравший национальный конкурс. После этого она была приглашена преподавать в Консерватории Больцано, хотя лишь в 1967 г. итальянские официальные органы формально признали полученный ею в Австрии диплом о высшем музыкальном образовании. А в 1980—1981 гг. Иоганна Блюм была директором Консерватории имени Клаудио Монтеверди в Больцано.
Главным делом жизни Блюм было создание по всему немецкоязычному Южному Тиролю музыкальных школ, в которых дети осваивали бы немецкий фольклорный и традиционный музыкальный материал. За неустанную работу в этом направлении Блюм была награждена тирольским Крестом за заслуги (1979), премией имени Вальтера фон дер Фогельвейде (1973) и медалью Орландо Лассо от Общества Святой Цецилии.